# Alexandra Stevenson
Ne pas confondre avec Dorothy Stevenson, également joueuse de tennis.
Alexandra Stevenson (née le 15 décembre 1980 à la Jolla, Californie) est une joueuse de tennis américaine, professionnelle depuis 1999.
Elle est la fille de Samantha Stevenson, journaliste sportive, et du basketteur Julius Erving, légende de la NBA de la fin des années 1970. La relation de ses parents étant restée secrète en raison de son caractère adultérin (Erving était déjà marié), Alexandra Stevenson ne connaîtra l'identité de son père qu'une fois adulte.
Junior, elle s'impose en 1997 aux côtés de Marissa Irvin en double filles à l'US Open.
En 1999, dès sa première participation et issue des qualifications, elle se hisse en demi-finale à Wimbledon, battue par la future championne de l'épreuve Lindsay Davenport, non sans avoir sauvé une balle de match face à Lisa Raymond en huitièmes.
À l'exception de la saison 2002, qu'elle conclut au 18e rang mondial en ayant atteint deux finales, elle ne confirmera jamais vraiment les espoirs suscités par cette performance d'exception ; elle ne dépasse ainsi plus le 2e tour, en dix-neuf tentatives supplémentaires, dans les tournois du Grand Chelem.
Handicapée par une blessure persistante à l'épaule, elle disparaît définitivement du top 100 en mars 2004. Elle s'éloigne des courts pendant plusieurs mois après s'être fait opérer. En 2006, elle dispute cinq matchs sur le circuit WTA sans parvenir à en remporter. En 2008, elle prend part enfin à une saison complète et remporte un match contre Alina Jidkova à Charleston. Elle gravite ainsi pendant quatre saisons aux alentours de la 200e place avant de sombrer à nouveau au classement. Son dernier match officiel remonte à octobre 2018, saison qu'elle termine au-delà de la 1000e place.
Alexandra Stevenson a remporté un tournoi WTA en double dames, à Leipzig, aux côtés de Serena Williams. En simple, elle n'a remporté qu'un seul tournoi à l'occasion de l'ITF $50,000 de Midland en 1998.

## Palmarès

### Titre en simple dames
Aucun

### Finales en simple dames
| No | Date       | Nom et lieu du tournoi   | Catégorie | Dotation  | Surface         | Vainqueure    | Score          |          |
| -- | ---------- | ------------------------ | --------- | --------- | --------------- | ------------- | -------------- | -------- |
| 1  | 18-02-2002 | Kroger St. Jude, Memphis | Tier III  | 170 000 $ | Dur (int.)      | Lisa Raymond  | 4-6, 6-3, 7-69 | Parcours |
| 2  | 21-10-2002 | Generali Ladies, Linz    | Tier II   | 585 000 $ | Moquette (int.) | Justine Henin | 6-3, 6-0       | Parcours |

### Titre en double dames
| No | Date       | Nom et lieu du tournoi | Catégorie | Dotation  | Surface         | Partenaire      | Finalistes                    | Score    |          |
| -- | ---------- | ---------------------- | --------- | --------- | --------------- | --------------- | ----------------------------- | -------- | -------- |
| 1  | 23-09-2002 | Sparkassen Cup Leipzig | Tier II   | 585 000 $ | Moquette (int.) | Serena Williams | Janette Husárová Paola Suárez | 6-3, 7-5 | Parcours |

### Finale en double dames
Aucune

## Parcours en Grand Chelem

### En simple dames
| Année | Open d'Australie | Open d'Australie    | Internationaux de France | Internationaux de France | Wimbledon       | Wimbledon         | US Open         | US Open          |
| ----- | ---------------- | ------------------- | ------------------------ | ------------------------ | --------------- | ----------------- | --------------- | ---------------- |
| 1998  | -                | -                   | -                        | -                        | -               | -                 | 1er tour (1/64) | Alexandra Fusai  |
| 1999  | -                | -                   | -                        | -                        | 1/2 finale      | Lindsay Davenport | 1er tour (1/64) | Nathalie Tauziat |
| 2000  | 1er tour (1/64)  | Åsa Svensson        | 1er tour (1/64)          | Florencia Labat          | 2e tour (1/32)  | Patricia Wartusch | 1er tour (1/64) | Mary Pierce      |
| 2001  | 2e tour (1/32)   | Virginia Ruano      | 1er tour (1/64)          | Daniela Hantuchová       | 2e tour (1/32)  | Silvia Farina     | 1er tour (1/64) | Barbara Schett   |
| 2002  | 1er tour (1/64)  | Meghann Shaughnessy | 1er tour (1/64)          | Evie Dominikovic         | 1er tour (1/64) | Saori Obata       | 1er tour (1/64) | Stéphanie Foretz |
| 2003  | 2e tour (1/32)   | Denisa Chládková    | 1er tour (1/64)          | Dally Randriantefy       | 1er tour (1/64) | Émilie Loit       | 1er tour (1/64) | Émilie Loit      |
| 2004  | 1er tour (1/64)  | Marion Bartoli      | -                        | -                        | -               | -                 | 1er tour (1/64) | Virginia Ruano   |

À droite du résultat, l’ultime adversaire.

### En double dames
| Année | Open d'Australie             | Open d'Australie           | Internationaux de France     | Internationaux de France | Wimbledon                     | Wimbledon                 | US Open                       | US Open                    |
| ----- | ---------------------------- | -------------------------- | ---------------------------- | ------------------------ | ----------------------------- | ------------------------- | ----------------------------- | -------------------------- |
| 1997  | -                            | -                          | -                            | -                        | -                             | -                         | 1er tour (1/32) Marissa Irvin | K. Guse R. McQuillan       |
| 1998  | -                            | -                          | -                            | -                        | -                             | -                         | 1er tour (1/32) J. Capriati   | Virag Csurgo Kim Eun-ha    |
| 1999  | -                            | -                          | -                            | -                        | -                             | -                         | 2e tour (1/16) Lori McNeil    | Nicole Arendt M. Bollegraf |
| 2000  | -                            | -                          | -                            | -                        | -                             | -                         | 2e tour (1/16) L. Osterloh    | S. Williams V. Williams    |
| 2001  | 2e tour (1/16) L. Osterloh   | K. Boogert M. Oremans      | 1er tour (1/32) Magüi Serna  | S. Plischke Vanessa Webb | -                             | -                         | -                             | -                          |
| 2002  | 1er tour (1/32) Elena Bovina | N. Grandin A. van Exel     | -                            | -                        | 1er tour (1/32) Marissa Irvin | A. Coetzer Lori McNeil    | 2e tour (1/16) Marissa Irvin  | Nadia Petrova Nicole Pratt |
| 2003  | 1er tour (1/32) Vanessa Webb | A. Kournikova Chanda Rubin | 1er tour (1/32) L. Granville | Iva Majoli Tulyaganova   | 3e tour (1/8) L. Granville    | Kim Clijsters Ai Sugiyama | 2e tour (1/16) L. Granville   | Els Callens Meilen Tu      |

Sous le résultat, la partenaire ; à droite, l’ultime équipe adverse.

### En double mixte
| Année | Open d'Australie | Open d'Australie | Internationaux de France | Internationaux de France | Wimbledon                   | Wimbledon                  | US Open                       | US Open                       |
| ----- | ---------------- | ---------------- | ------------------------ | ------------------------ | --------------------------- | -------------------------- | ----------------------------- | ----------------------------- |
| 1999  | -                | -                | -                        | -                        | -                           | -                          | 1/2 finale Brian MacPhie      | Ai Sugiyama M. Bhupathi       |
| 2000  | -                | -                | -                        | -                        | 2e tour (1/16) J. Gimelstob | Lisa Raymond Paul Haarhuis | 1er tour (1/16) Brian MacPhie | Navrátilová Rick Leach        |
| 2001  | -                | -                | -                        | -                        | -                           | -                          | 1er tour (1/16) Alex O'Brien  | Caroline Vis David Adams      |
| 2002  | -                | -                | -                        | -                        | -                           | -                          | 2e tour (1/8) Jeff Tarango    | Petra Mandula Amir Hadad      |
| 2003  | -                | -                | -                        | -                        | -                           | -                          | 1/4 de finale V. Spadea       | Krasnoroutskaïa Daniel Nestor |
| 2004  | -                | -                | -                        | -                        | -                           | -                          | 2e tour (1/8) Rick Leach      | Likhovtseva N. Zimonjić       |

Sous le résultat, le partenaire ; à droite, l’ultime équipe adverse.

## Parcours en Fed Cup
| #                                                                   | Date       | Lieu       | Surface         | Gagnante(s)                      | Perdante(s)                        | Score    |          |
|                                                                     |            |            |                 |                                  |                                    |          |          |
| 2003 - 1/4 de finale (groupe mondial) - États-Unis - Italie - 5 : 0 |            |            |                 |                                  |                                    |          |          |
| 1                                                                   | 19/07/2003 | Washington | Dur (ext.)      | Lisa Raymond Alexandra Stevenson | Tathiana Garbin Ant. Serra Zanetti | 6-1, 6-2 | Parcours |
|                                                                     |            |            |                 |                                  |                                    |          |          |
| 2003 - Finale (groupe mondial) - États-Unis - France - 1 : 4        |            |            |                 |                                  |                                    |          |          |
| 2                                                                   | 22/11/2003 | Moscou     | Moquette (int.) | Émilie Loit                      | Alexandra Stevenson                | 6-4, 6-2 | Parcours |

## Classements WTA en fin de saison
| Année          | 1998 | 1999 | 2000 | 2001 | 2002 | 2003 | 2004 | 2005 | 2006 | 2007 | 2008 | 2009 | 2010 | 2011 | 2012 | 2013 | 2014 | 2015 | 2016 | 2017 |
| Rang en simple | 126  | 46   | 93   | 60   | 18   | 82   | 282  | 645  | 394  | 397  | 216  | 235  | 309  | 266  | 479  | 379  | 489  | 513  | 660  | 605  |
| Rang en double | -    | -    | -    | 179  | 100  | 95   | 896  | -    | -    | -    | -    | -    | 1026 | -    | -    | -    | -    | 534  | 512  | 1293 |

Source : (en) Classements de Alexandra Stevenson sur le site officiel de la Fédération internationale de tennis